# Nachal Alon
Nachal Alon (hebrejsky: נחל אלון) je krátké vádí v severním Izraeli, v pohoří Karmel.
Začíná v nadmořské výšce okolo 500 metrů nad mořem, na hřebenu pohoří Karmel, mezi horami Har Alon a Rom Karmel, na severozápadním okraji města Isfija. Odtud vádí směřuje k jihozápadu zalesněným údolím, přičemž ze západu míjí hřeben hory Har Ela. Pak ústí zprava do vádí Nachal Oren. To odvádí jeho vody do Středozemního moře.
Okolí vádí je turisticky využíváno. V prosinci 2010 byla oblast při Nachal Alon postižena lesním požárem, který zničil velkou část zdejších lesů.